# باندرابوا
باندرابوا هي بلدية في إقليم مايوت الخارجي الفرنسي تقع في المحيط الهندي.